# Туфешть
Туфешть, Туфешті (рум. Tufești) — комуна у повіті Бреїла в Румунії. До складу комуни входить єдине село Туфешть.
Комуна розташована на відстані 148 км на північний схід від Бухареста, 32 км на південь від Бреїли, 112 км на північний захід від Констанци, 51 км на південь від Галаца.

## Населення
За даними перепису населення 2002 року у комуні проживали 5853 особи.
Національний склад населення комуни:
| Національність | Кількість осіб | Відсоток |
| -------------- | -------------- | -------- |
| румуни         | 5852           | > 99,9%  |
| серби          | 1              | < 0,1%   |

Рідною мовою назвали:
| Мова      | Кількість осіб | Відсоток |
| --------- | -------------- | -------- |
| румунська | 5852           | > 99,9%  |
| сербська  | 1              | < 0,1%   |

Склад населення комуни за віросповіданням:
| Релігія       | Кількість осіб | Відсоток |
| ------------- | -------------- | -------- |
| православні   | 5848           | 99,9%    |
| римо-католики | 2              | < 0,1%   |
| п'ятдесятники | 2              | < 0,1%   |
| реформати     | 1              | < 0,1%   |

## Зовнішні посилання
- Дані про комуну Туфешть на сайті Ghidul Primăriilor